# انتخابات الرئاسة الإيرانية (يوليو 1981)
انتخابات الرئاسة الإيرانية يوليو 1981 هي انتخابات رئاسية جرت في 24 يوليو 1981، في إيران، لانتخاب رئيس الجمهورية الإسلامية الإيرانية.
فاز بالانتخابات محمد علي رجائي.